# Maximus Planudes
Maximus Planudes, född omkring 1260, död cirka 1325, var en grekisk bysantinsk munk.
Planudes var nydanaren av den grekiska filologin under paleologtiden. Som lärare till Manuel Moschopoulos och många andra blev han far till den grekiska filologi som från Bysantinska riket överfördes till Västerlandet under 1400-talet. Som vetenskapsman utmärkte sig Planudes för en stor mångsidighet. Han kommenterade klassiska författare, samlade nygrekiska ordspråk och var en framstående matematiker. Därtill översatte han flitigt latinska författare till grekiska. Hans brev med en kort biografi över Planudes utgavs av Max Treu 1890.
Han var bland de första att använda räkneordet miljon.